# Popovići (Kraljevo)
Pour les articles homonymes, voir Popovići.
Popovići (en serbe cyrillique : Поповићи) est un village de Serbie situé sur le territoire de la ville de Kraljevo, district de Raška. Au recensement de 2011, il comptait 305 habitants.

## Démographie
| 1948 | 1953 | 1961 | 1971 | 1981 | 1991 | 2002 | 2011 |
| ---- | ---- | ---- | ---- | ---- | ---- | ---- | ---- |
| 433  | 425  | 423  | 391  | 353  | 340  | 300  | 305  |

|  |